# Auchendennan House

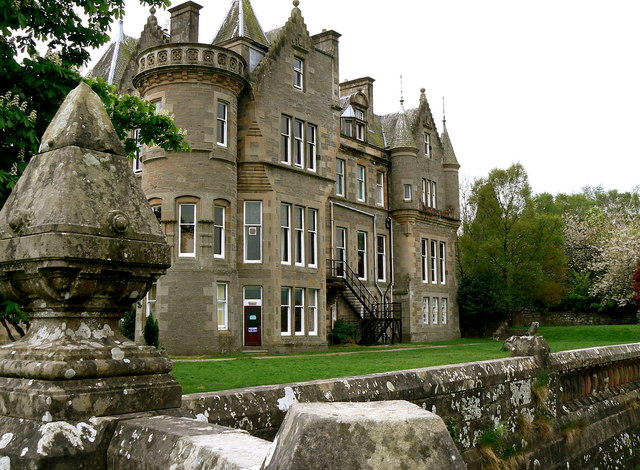
Rückansicht von Auchdennan House

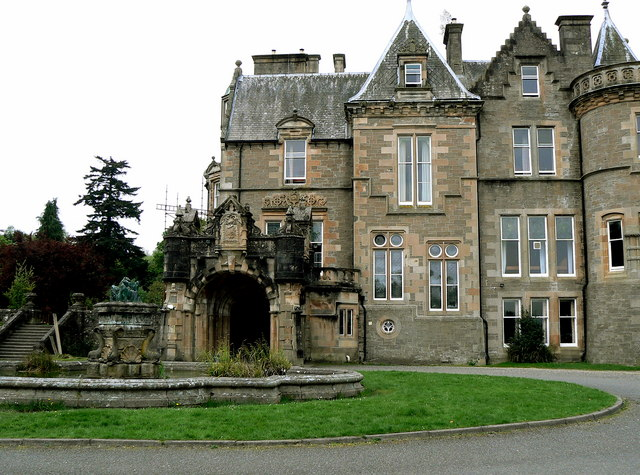
Teil der Vorderansicht

Auchdennan House, auch Auchendennan Castle, bezeichnet ein Schloss nahe der schottischen Ortschaft Arden in der Council Area Argyll and Bute. Es liegt an einem kleinen Wald unfern des Südwestufers von Loch Lomond etwa drei Kilometer nordwestlich von Alexandria. 1980 wurde Auchdennan House in die schottischen Denkmallisten in der höchsten Kategorie A aufgenommen. Es ist nicht zu verwechseln mit Auchendinny House in Midlothian.

## Geschichte
Am Standort von Auchdennan House befand sich ein Vorgängerbau aus dem Jahre 1818. Hierbei handelte es sich um ein im italienischen Villenstil erbautes Herrenhaus, von welchem keine Spuren mehr zu finden sind. Auchdennan House wurde im Jahre 1866 nach dreijähriger Bauzeit fertiggestellt. Bauherr war George Martin, der den Architekten John Burnet mit der Planung beauftragte. Nachdem Auchdennan House in den Besitz des Chemieindustriellen Chrystal übergegangen war, gab dieser 1902 verschiedene An- und Umbauten in Auftrag, für die Alexander Nisbet Paterson verantwortlich zeichnet. Dieser entwarf hierbei weite Teile der Innengestaltung, welche explizit als beispielhaft und schützenswert in dem Eintrag in den Denkmallisten aufgeführt ist. In dem Schloss war eine Jugendherberge untergebracht. Außerdem wurden Räumlichkeiten für Konferenzen und Tagungen eingerichtet.